# بینه (شهر)
بینه (به لاتین: Binə) یکی از شهرهای جمهوری آذربایجان است که از توابع شهر باکو است. جمعیت این شهر در سرشماری سال ۲۰۱۱ میلادی، ۵۳۳۰۰ نفر بود.